# Pseudo-Bulge
Ein Pseudo-Bulge ist eine scheibenförmige Ausbuchtung im Zentrum einer Spiralgalaxie, die sich von normalen Bulges unterscheidet.

## Eigenschaften
Folgende Eigenschaften divergieren zwischen klassischen Bulges und den Pseudo-Bulges:
- Pseudo-Bulges sind flacher.
- Pseudo-Bulges können manchmal eine kastenförmige Struktur zeigen, während die klassischen Bulges immer scheibenartig sind.
- Pseudo-Bulges können Unterstrukturen wie Ringe, Balken oder Spiralarme enthalten; klassische Bulges dagegen sind immer strukturlos.
- Pseudo-Bulges enthalten mehr Staub.
- Pseudo-Bulges zeigen manchmal Anzeichen für Sternentstehung in den letzten 100 Millionen Jahren.
- Der Farbindex der Pseudo-Bulges ist blauer und unterstützt die Vermutung, dass in Pseudo-Bulges vor kurzem noch Sternentstehung stattgefunden hat.
- Die Pseudo-Bulges verfügen im Mittel über eine höhere Metallizität.
- Das mittlere Alter der Sterne in Pseudo-Bulges etwas geringer als das in klassischen Bulges mit 10 Milliarden Jahren in der Umgebung der lokalen Gruppe.
- Die Helligkeitsverteilung unterscheidet sich durch einen Sersic-Index von n ≥ 2 für Pseudo-Bulges bzw. von n ≤ 2 für Bulges ohne Überlappung.
- Die kinematischen Eigenschaften der beiden Bulge-Typen unterscheiden sich: die höhere Geschwindigkeit der Sterne in Pseudo-Bulges führt zu einer stärkeren Abplattung.
- Das Verhältnis der Masse des zentralen Schwarzen Lochs zur Leuchtkraft des Bulges zeigt einen abweichenden Wert zu dem bei klassischen Bulges und elliptischen Galaxien, während letztere annähernd gleich sind.

## Entstehung
Klassische Bulges sind ursprünglich als eine isolierte elliptische Galaxie entstanden. Dies kann durch einen monolithischen Kollaps oder durch eine Verschmelzung kleinerer Galaxien geschehen sein.
Im Gegensatz dazu haben sich Pseudo-Bulges wohl durch langsame Akkretionsprozesse entwickelt, bei denen Gase aus der Scheibe in den Bulge gewandert sind.
Bei Galaxien mit hoher Rotverschiebung ist intensive Sternentstehung nahe dem Zentrum von Galaxien beobachtet worden, und gravitative Instabilitäten könnten einen Transport von Materie in Richtung des zentralen schwarzen Lochs zur Folge gehabt haben.